# 孝王 (周)

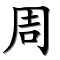
孝王 (周)

孝王（こうおう）は、西周の第8代王。
姓は姫、諱は辟方。共王の弟にあたる。

## 生涯
穆王の子。甥の懿王が死去すると、姫辟方が周王に即位した。
犬丘の非子が馬の飼育に長けていることを知った孝王は非子を召し出して、汧河と渭河の間で馬の管理を任せ、一年後に非子は馬の数を倍に増やした。これに満足した孝王は非子に秦の地を与えた。
孝王が死去すると、大甥（懿王の太子）の姫燮が諸侯に擁立されて周王として即位した。
孝王の事蹟は伝世文献にそれほど語られず、陝西省宝鶏市眉県常興鎮楊家村窖蔵で発見された金文「逨盤」によってようやく実在が確認された。